# Robert Chevalier
Roberto Alejandro Díaz Chevalier (Santiago del Estero, 24 de abril de 1995), conhecido como Robert Chevalier, é um escritor argentino. É autor de narrativa, principalmente romances de suspense, fantasia e ficção científica.

## Vida pessoal
Robert Chevalier nasceu na cidade de La Banda, Santiago del Estero, (Argentina), em 24 de abril de 1995, filho de Marcela Ferrando com Adrián Roberto Díaz Chevalier, é o mais velho de três irmãos. O autor é atualmente estudante de engenharia na Faculdade de Agronomia e Agroindústrias da Universidade Nacional de Santiago del Estero.
Em 2016 trabalhou no Deep Portage Learning Center, em Minnesota, Estados Unidos.

## Carreira
Robert Chevalier escreve desde criança, mas começou sua carreira literária na adolescência. Em 2014 , aos 18 anos, seu primeiro trabalho publicado A Maldição de Cromwell, foi Declarado de Interesse Cultural e, posteriormente, selecionado para participar do Feira Internacional do Livro Salon du Livre de Paris em França, obtendo desde então diversas distinções com suas novas publicações.
Em 2015 seu terceiro livro Telésfora, o primeiro romance escrito sobre a lenda popular da "Telesita", virou material de estudo nas escolas, onde é trabalhado por crianças e jovens.
Desde 2018, participou de concursos nacionais e internacionais, ganhando prêmios e selecionados para integrar antologias de histórias de Espanha e Argentina, como a de Ediciones Al Arco, a primeira editora de esportes , cujo júri incluiu o escritor Eduardo Sacheri.
No final do mesmo ano, apresentou seu quinto livro Androides também choram, com a presença do escritor e cidadão francês Carlos Alvarado-Larroucau, no qual discutiu ficção científica, tecnologia, inteligência artificial e literatura.
Em 2022 apresentou o romance Kakuy, baseado na lenda do urutau, enfatizando em frente a uma multidão importante sobre temas como racismo, extração de madeira, meio ambiente, proteção animal, povos nativos americanos, cultura afro-argentina, papel da mulher e abuso, entre outros. Foi declarado de Interesse Provincial pela Câmara dos Deputados de Santiago del Estero.

## Obras

#### Romances
- 2013 – A Maldição de Cromwell[23]
- 2014 – Conspiração Mundial: O Espírito dos Mortos-Vivos[24]
- 2015 – Telésfora: Você não entrará na floresta[25]
- 2016 – Ciúme e Vingança: Uma jornada sem volta[26]
- 2021 – Kakuy: A maldição dos irmãos[27]

#### Coleções de histórias e novelas
- 2018 – Androides também choram: Histórias do futuro[28]

#### Antologias de contos
- 2018 – Caneta, tinta e papel VII (Diversidade Literária. Madri, Espanha)[29]
- 2018 – 11º em Antologia (Ediciones Al Arco. Buenos Aires, Argentina)[17]
- 2019 – Inspirações noturnas VI (Diversidade Literária. Madri, Espanha)[30]
- 2021 – Sensações e sentidos VII (Diversidade Literária. Madri, Espanha)[31]

## Distinções
Entre as distinções que recebeu estão:
- Reconhecimento Associação Cultural "Huayra Muyoj", por sua primeira obra e apresentação de livro (11 de outubro de 2013).
- Declaração de Interesse Cultural para sua primeira obra "A Maldição de Cromwell" (Declaração nº 138 da Câmara dos Deputados, Santiago del Estero, 2014).
- Trabalho selecionado para a Feira Internacional "Salon du Livre de Paris" (França, 2014)
- Reconhecimento Especial ao Autor do Editorial Lucrecia, pela participação na primeira obra em Paris, França (8 de julho de 2014).
- Distinção "Jovem Talento da Cidade" da Biblioteca Alberdi (julho 2016).
- Reconhecimento "Excelente Jovem da Cidade de La Banda" (setembro 2016).
- Reconhecimento do Dia do Escritor pelo Honorável Conselho Deliberativo da Cidade de La Banda (13 de junho de 2017).
- Distinção por sua "Carreira e Contribuição à Cultura de La Banda", durante a celebração da Marcha dos Tambores (15 de julho de 2017).
- Selecionado com seu trabalho no VII Concurso de Contos "Caneta, tinta e papel", para integrar uma antologia de Diversidade Literária (Madri, Espanha, 30 de maio de 2018).
- III Concurso Nacional de Histórias de Futebol "Roberto J. Santoro", selecionado para integrar a antologia literária da Ediciones Al Arco (Buenos Aires, 2018).
- Diploma do 1º Concurso Internacional de Contos do Centro Cultural Kemkem (Buenos Aires, 2018).
- Selecionado no VI Concurso de Contos "Inspirações Noturnas", para integrar uma antologia de Diversidade Literária (Madri, Espanha, 15 de janeiro de 2019).
- "Jovem Modelo de Sociedade" em La Gaceta (8 de maio de 2019).
- Selecionado com seu trabalho no VII Concurso de Contos "Sensações e Sentidos", para integrar uma antologia de Diversidade Literária (Madri, Espanha, 26 de janeiro de 2021).